# Hochwasserrückhaltebecken Regis-Serbitz
Das Hochwasserrückhaltebecken Regis-Serbitz (HRB Regis-Serbitz) liegt ca. 35 km südlich von Leipzig bei Regis-Breitingen und Serbitz im Landkreis Leipzig (Sachsen) bzw. Landkreis Altenburger Land (Thüringen). Es wurde 1963 zum Hochwasserschutz in Betrieb genommen. In Trockenzeiten dient der Stauraum auch der Landwirtschaft.

## Beschreibung

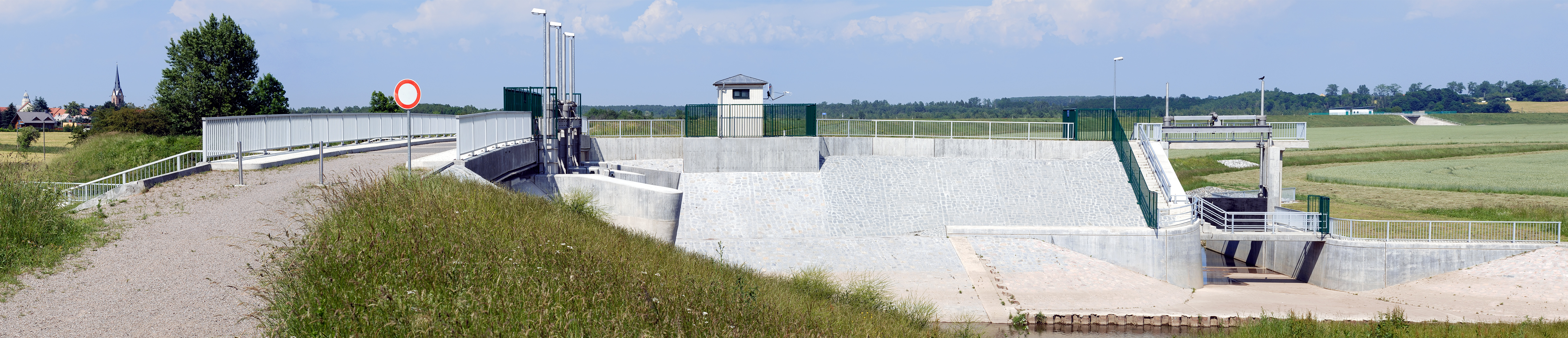
Wehr

Die Pleiße fließt normalerweise durch das Hochwasserrückhaltebecken hindurch und wird nur bei Hochwasser aufgestaut. An der Pleiße befindet sich ein Verteilerbauwerk, mit dem der Zufluss geregelt wird. Das Wasser kann dann auch in das Speicherbecken Borna weitergeleitet werden, das nur durch einen Damm vom Becken Regis-Serbitz getrennt ist. Beide Becken werden im Verbund betrieben. 
Der Staudamm ist ein Erddamm aus bindigen Erdstoffen mit einer Lehmdichtung. Eine Straße führt darüber. Der Damm zählt mit seiner Länge von fast 7 km zu den längsten der Erde (wenn auch nur einschließlich Nebendämmen; das Hauptbauwerk ist lediglich 2245 m lang).

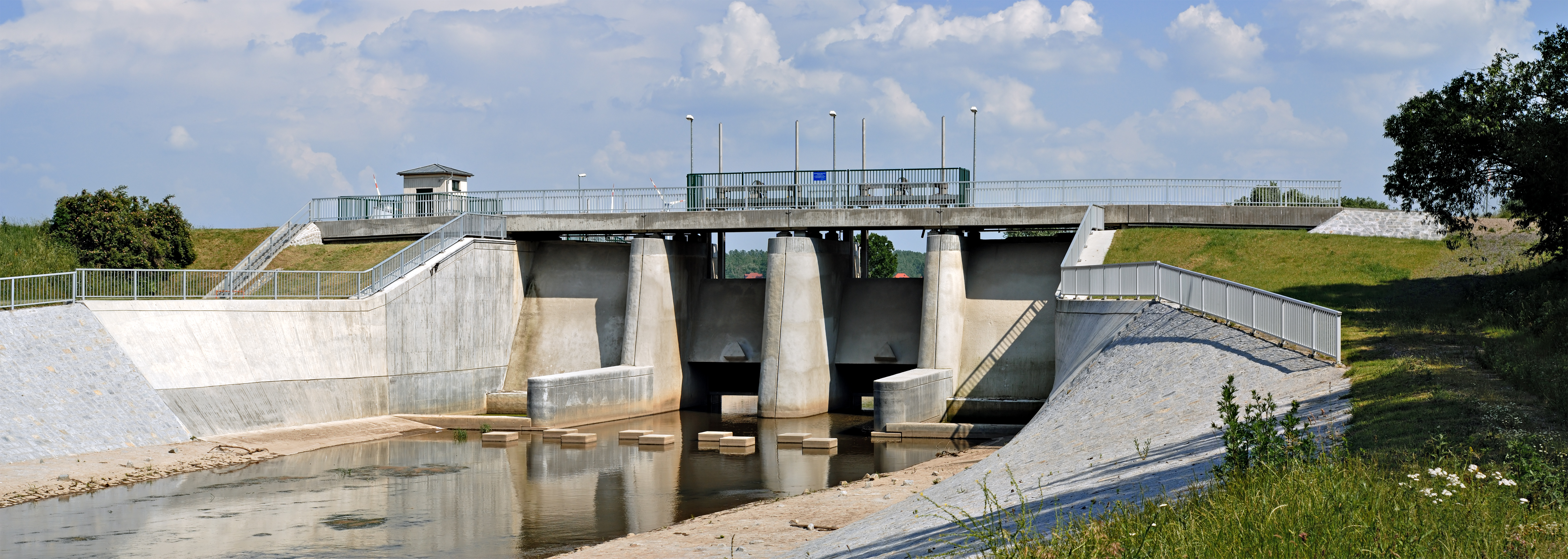
Wehr
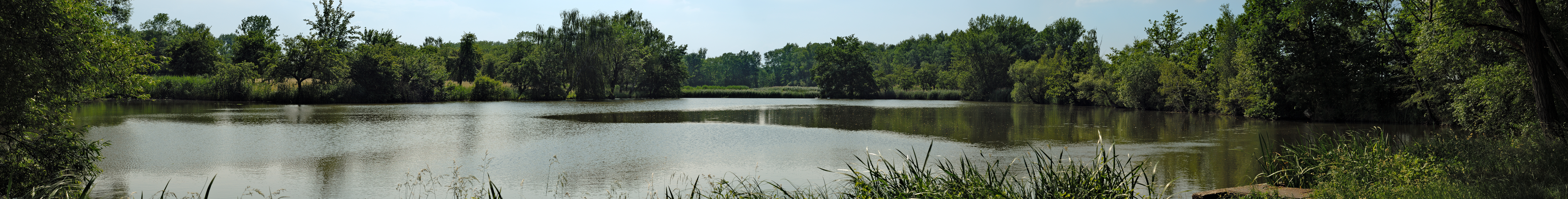
Nebenteich
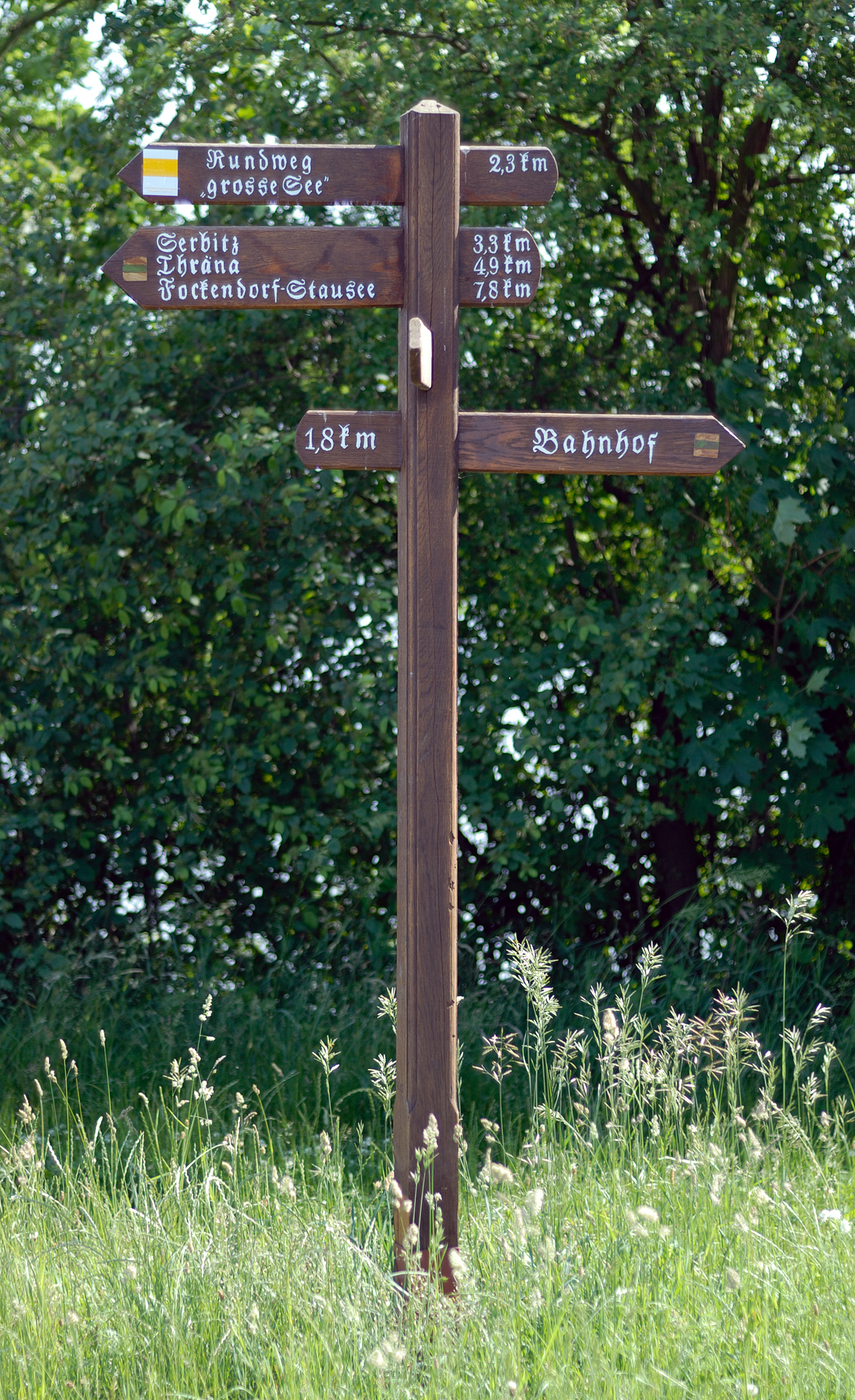
Wegweiser für Wanderwege